# 日露国境
日露国境（にちろこっきょう）は、日本とロシアとの間の国境である。
なお、1922年から1991年まではソビエト連邦であり、その当時の日本との国境は「日ソ国境」と呼ぶことになるが、日本と国境を接するのはロシア・ソビエト連邦社会主義共和国のみであり、国境の歴史としては連続しているため、本項目であわせて説明し、一貫して「日露国境」の用語を使用する。

## 概要

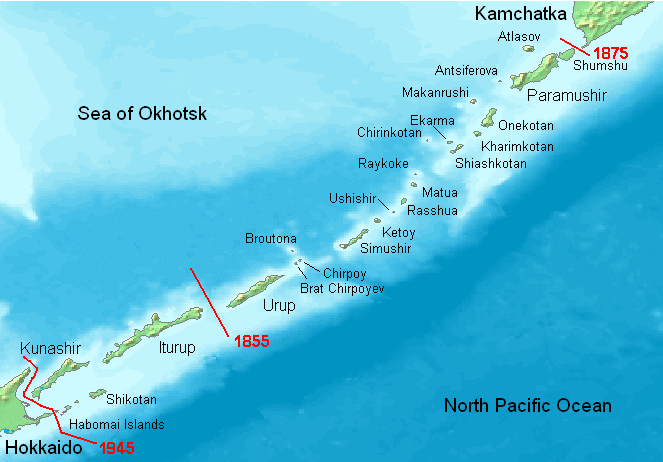
1855年：日露和親条約により、択捉島と得撫島の間に国境設定

1875年：樺太・千島交換条約により、千島の国境が占守海峡に。宗谷海峡に国境設定
1905年：ポーツマス条約により、宗谷海峡から樺太の50度線に
1945年：第二次世界大戦終結により、実質的国境は宗谷海峡および根室海峡・野付水道・珸瑤瑁水道に

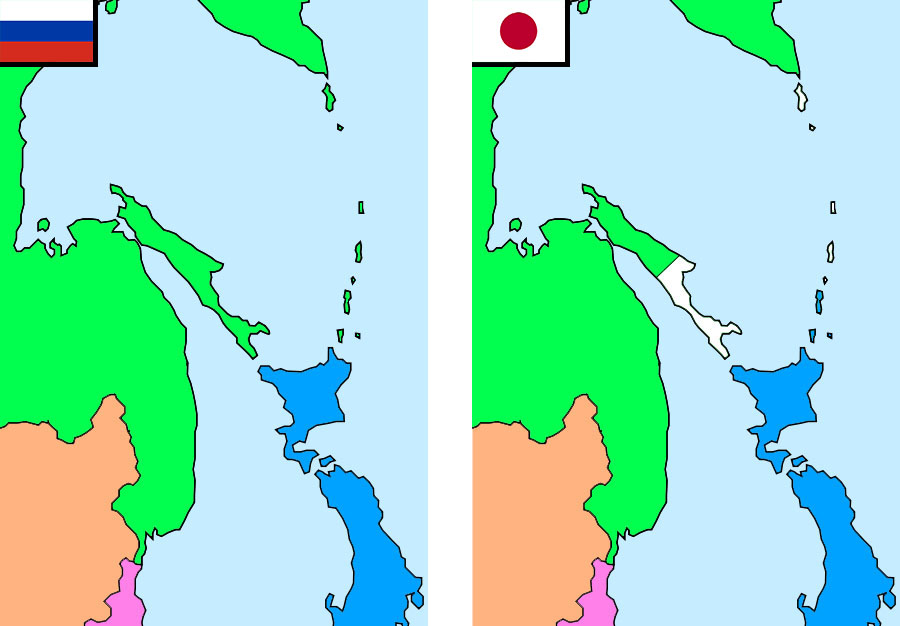
ロシアおよび日本における両国国境付近の地図表記。ロシア（左）では南樺太と千島列島をロシア領と表記。日本（右）では南樺太と千島列島を帰属未確定地、北方四島を日本領と表記。

1905年から1945年まではロシア帝国、後にソビエト連邦との間に樺太（サハリン）で陸上の国境があったが、それ以降は陸上の日露国境は存在しない。
北方領土問題などにより、日本とロシアで認識している国境が異なる。「事実上の」（およびロシアの認識によれば「法的な」）日露国境は、北海道本島と樺太との間の宗谷海峡、国後島との間の根室海峡・野付水道、歯舞群島との間の珸瑤瑁水道である。 ロシア国境警備局によれば、国境の長さは194.3キロである。
日本の認識によれば、南樺太と（北方領土を除く）千島列島の帰属は未確定であり、帰属未確定地と日本との境界は北海道本島と樺太との間の宗谷海峡および択捉島と得撫島との間の択捉水道、帰属未確定地とロシアとの境界は南樺太の境界の北緯50度線およびカムチャツカ半島と千島列島東端の占守島の間の占守海峡となる。日本国内で発行されている地図ではこの4か所に国境線が引かれている。

## 歴史
ロシアと日本の国境は、過去200年間に数回変化している。
1855年の日露和親条約では、択捉島と得撫島の間に国境が引かれた。樺太については国境を画定せず、従前の通り日露両国民の雑居の地とされた。
1875年の樺太・千島交換条約で、樺太全島をロシア領として、得撫島以北の千島列島を日本領とすることとなった。これにより、日露国境は北海道と樺太の間の宗谷海峡、カムチャツカ半島と千島列島東端の占守島の間の占守海峡となった。
日露戦争中、日本は1905年7月に樺太に侵攻し、全土を占領した。ポーツマス条約により、樺太の北緯50度線より北側はロシアに返還したが、南側は日本に割譲されることとなり、初めて陸上の日露国境が生まれた。
1910年の韓国併合により、豆満江河口付近の短い露朝国境が大日本帝国とロシア帝国との国境となった。これは1945年に朝鮮の日本統治が終了するまで続いた。
ロシア内戦中のシベリア出兵時に発生した尼港事件を受け、1920年7月に日本のサガレン州派遣軍が北樺太を保障占領下に置いた。1925年に日本とソ連との間に国交が樹立して日本軍が北樺太から撤退し、北緯50度線は再び日露国境となった。

1945年8月11日、ソ連の赤軍が樺太の国境を超えて南樺太に侵攻し、同月18日にソ連の海兵が占守島に上陸した（占守島の戦い）。
ソ連軍は9月5日までに南樺太と千島列島・北方領土を占領した。それ以降、ソ連およびそれを継承したロシアが樺太全島と千島列島・北方領土を実効支配している。ソ連と日本は1956年の日ソ共同宣言により国交を再開したが、平和条約および国境画定条約は締結されていない。

## 交差する交通路
現在の日露国境は全て海上国境であるため、陸上の交通路は存在しない。
樺太に陸上の国境があった当時（1905年 - 1945年）、1本の道路だけが国境をまたいでいた。